# Fausto Pacheco
Fausto Pacheco Hernández (Heredia, 20 de mayo de 1899 - 8 de agosto de 1966) fue un pintor, grabador y fotógrafo costarricense, conocido principalmente por sus acuarelas de paisajes. Desde el punto de vista del desarrollo de la pintura paisajista nacional, es el pintor más importante de la generación de los años 1930, por la trascendencia que tendría su obra. La mayoría de sus pinturas consisten en acuarelas y óleos dirigidas a capturar la belleza escénica del entorno natural de su Heredia natal y del Valle Central de Costa Rica. En este país se le considera el creador de la imagen idealizada del paisaje costarricense, el pintor que supo capturar el paisaje como símbolo de identidad nacional.

## Biografía
Cursó sus primeros estudios en el Liceo de Heredia. Uno de sus maestros fue el pintor Ezequiel Jiménez Rojas, el iniciador del paisajismo nacional. A los 18 años, ya impartía clases de dibujo en la Escuela Normal de Costa Rica, en lo que laboró hasta 1920.
En 1924, fue encarcelado brevemente a causa de su caricatura política, durante el gobierno de Ricardo Jiménez Oreamuno. En 1928, trabajó como fotógrafo y fotograbador para el Diario de Costa Rica. En esta época obtuvo éxitos en los diarios panameños La Estrella y Panamá América como dibujante litógrafo.
Participó por varios años en la Exposiciones Nacionales de Artes Plásticas auspiciadas por el Diario de Costa Rica. En 1942, fue nombrado profesor de la Academia de Bellas Artes de la Universidad de Costa Rica, y en 1955, fue docente en la Casa del Artista. Participó en la Exposición colectiva de artistas costarricenses en la Galería de Arte Morse, Florida, Estados Unidos.
Fausto Pacheco fue uno de los primeros pintores que logró sobrevivir a base de su arte, aunque lo hizo pobremente.

## Fallecimiento
Falleció en San José, el 8 de agosto de 1966.

## Obra
Fausto Pacheco es el pintor del paisaje nacional de Costa Rica. Fue un enamorado del paisaje costarricense. Casi toda su obra tiene como temática la naturaleza y la casa de adobe, figura iconográfica de la identidad costarricense. Su obra en acuarela es la más voluminosa de su época, aunque también pintó al óleo. En general, sus pinturas fueron bien recibidas por el público, al punto de que fue el iniciador de una tradición que utiliza la casa de adobe como elemento fundamental de la obra paisajística. La casa de adobe llegó a convertirse en símbolo del paisaje costarricense, siendo el motivo de una vasta creación artesanal y folclórica.
Sus pinturas se caracterizan por su brillante luminosidad, destacándose sus acuarelas por su amplio estilo pictórico y contrastes luminosos eficaces. Construyó sus obras a través de un dibujo sólido con un gran uso de cerúleos y ocres, que se nota sobre todo en las acuarelas. Las obras presentan una rica gama de ambientes y temas, descubriéndose en ellas características impresionistas, donde el color es rico y variado. Su técnica es casi divisionista o en ricas veladuras que agregan cromatismo al cuadro, en conjunto con sombras luminosas. En algunos retratos que elaboró al óleo, mantiene la sobriedad del empaste y el color, captando así la simplicidad criolla o campesina.
Su obra es ausente de dramatismo o angustia, antes bien, transmite la libertad bucólica del campo en forma apacible, amable y risueña. Su enfoque es más romántico y emotivo, resaltando lo autóctono de la Costa Rica de principios del siglo XX. Aunque nunca aparecen personas, hay ciertos objetos que sugieren la presencia humana: carretas, fogones, cercas, portones, tapias, puentes y caminos. Varios elementos de los paisajes de Pacheco han llegado a considerarse canónicos en la composición de cuadros que representen el paisaje nacional: un entorno de vegetación exuberante, en donde sobresalen las montañas, cielos azules, salpicados de nubes, donde el manejo de la luz juega con las transparencias de modo que el espectador intuya el clima caluroso de Costa Rica.
- La casa y la tranquera, acuarela, sin fecha, 37 x 46 cm
- Iglesia de Heredia, acuarela, sin fecha, 24 x 30 cm
- Casa y horno de pan, acuarela, sin fecha, 25 x 32 cm.
- Puente de piedra, acuarela, sin fecha, 30.5 x 40 cm.
- Reflejo en el poniente, 1942, 78 x 200 cm.
- Paisaje de Escazú, sin fecha, 29 x 37 cm.
- Galera en la cumbre, 20 x 25,5 cm.
- Casa campesina con carreta.
- Casa campesina y montañas.
- Rancho frente al mar.